# 아레나 풋볼

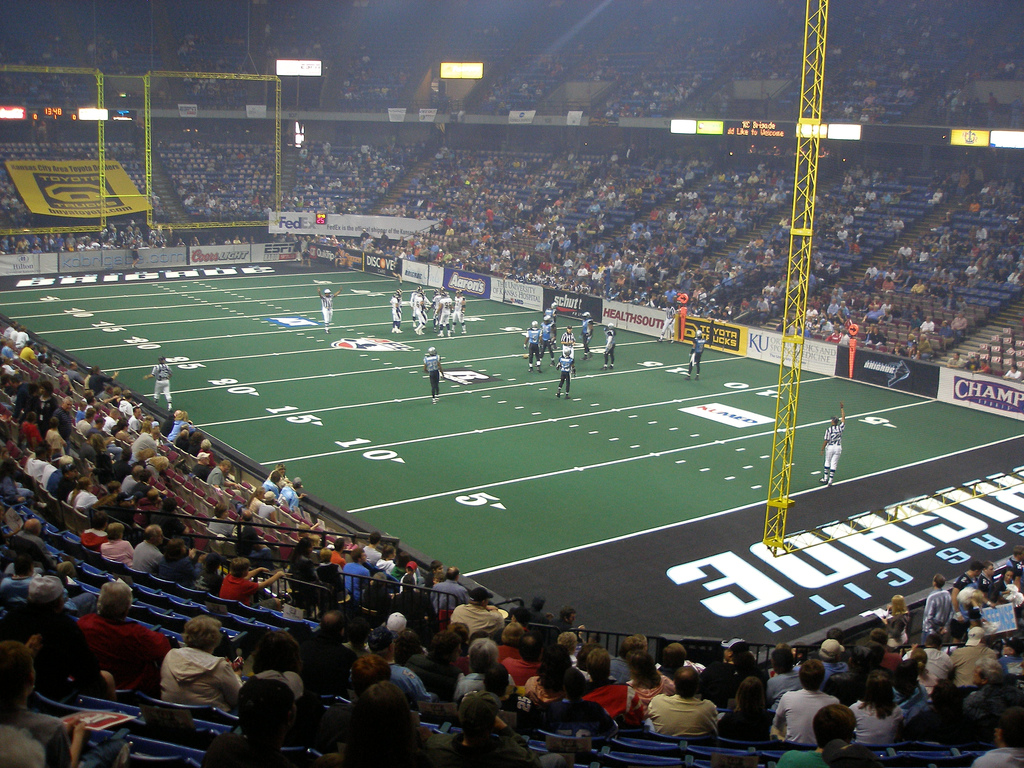
아레나 풋볼

아레나 풋볼(Arena football)은 옥외 경기장의 절반 너비의 인공 잔디가 깔린 경기장에서 하는 미식 축구이다. 미국에서는 실내미식축구리그인 AFL(arena football league)이 있다.
아이스하키 크기의 실내 경기장에서 진행되는 미식 축구의 변형이다. 세부 사항은 리그마다 다르지만 실내 축구의 규칙은 더 작은 경기장에서 플레이할 수 있도록 설계되었다. 시카고 콜로세움(1890년대)과 애틀랜틱 시티 컨벤션 센터(1930년대 및 1960년대)에서 몇몇 초기 대학 축구 경기가 실물 크기 또는 거의 실물 크기에 가까운 경기장에서 열렸지만, 이는 더 큰 돔형 경기장이나 야외 경기장에서 진행되는 전통적인 미국 또는 캐나다 축구와는 다르다. 축구가 실내 경기로 플레이될 수 있음을 보여주는 데 도움이 되었다.

## 리그
현재
- 아레나 풋볼 리그 (2023년 ~ 현재)

파산
- 아레나 풋볼 리그 (1987–2008)
- 아레나 풋볼 리그 (2010-2019)
- 레전즈 풋볼 리그
  - 캐나다: 2012
  - 오스트레일리아: 2013-2014
- X 리그 (2022년-현재)